# ウィリアムズ症候群

他の神経発達症との比較

ウィリアムズ症候群（ウィリアムズしょうこうぐん, Williams syndrome, WS）、ウィリアムズ・ボイレン症候群（Williams-Beuren syndrome, WBS）は、まれな遺伝子疾患であり、症状には知能低下などの精神遅滞、心臓疾患などがあり、独特の顔つき（"エルフのような"(Elfin)顔つきと言われる）を示す。日本では指定難病（179番）とされている。

## 概要
1961年に医師J.C.P.ウィリアムズにより報告された。原因は、7番染色体上の遺伝子欠失である。
知能低下に比べて言語は比較的良好に発達することが知られており、知らない人にも陽気に多弁に話しかける。重い自閉症の正反対のようである。ある意味で、ウィリアムズ症は「病的に音楽好きな人々」と称される。
有病率は7,500-20,000出生あたり1人ほど。治療法は存在しない。

## 疫学
歴史的におおよそ20,000出生あたり1人と見積もられていた。しかし近年での疫学的研究では、7,500出生あたり1人程度とされている。全ての発達障害のおおよそ6%を占めるとも言われ、研究者らは過去の診断の再考を進めている。

## 鑑別疾患
他疾病に起因する心疾患、高カルシウム血症、発達遅滞との鑑別が必要である。特にヌーナン症候群では肺動脈狭窄、鼠径ヘルニア等の共通する合併症を伴いやすい。他の鑑別すべき疾患として歌舞伎症候群、脆弱X症候群、FG症候群、スミス・マゲニス症候群、22q11.2欠失症候群等が挙げられる。